# Snow on the Beach
«Snow on the Beach» —en español: «Nieve en la playa»— es una canción de la cantautora estadounidense Taylor Swift, con la participación de la cantautora estadounidense Lana Del Rey. Es la cuarta canción del décimo álbum de estudio de Swift, Midnights, que se lanzó el 21 de octubre de 2022 a través de Republic Records. Swift, Jack Antonoff y Del Rey escribieron la canción, y los dos primeros la produjeron.

## Antecedentes y lanzamiento

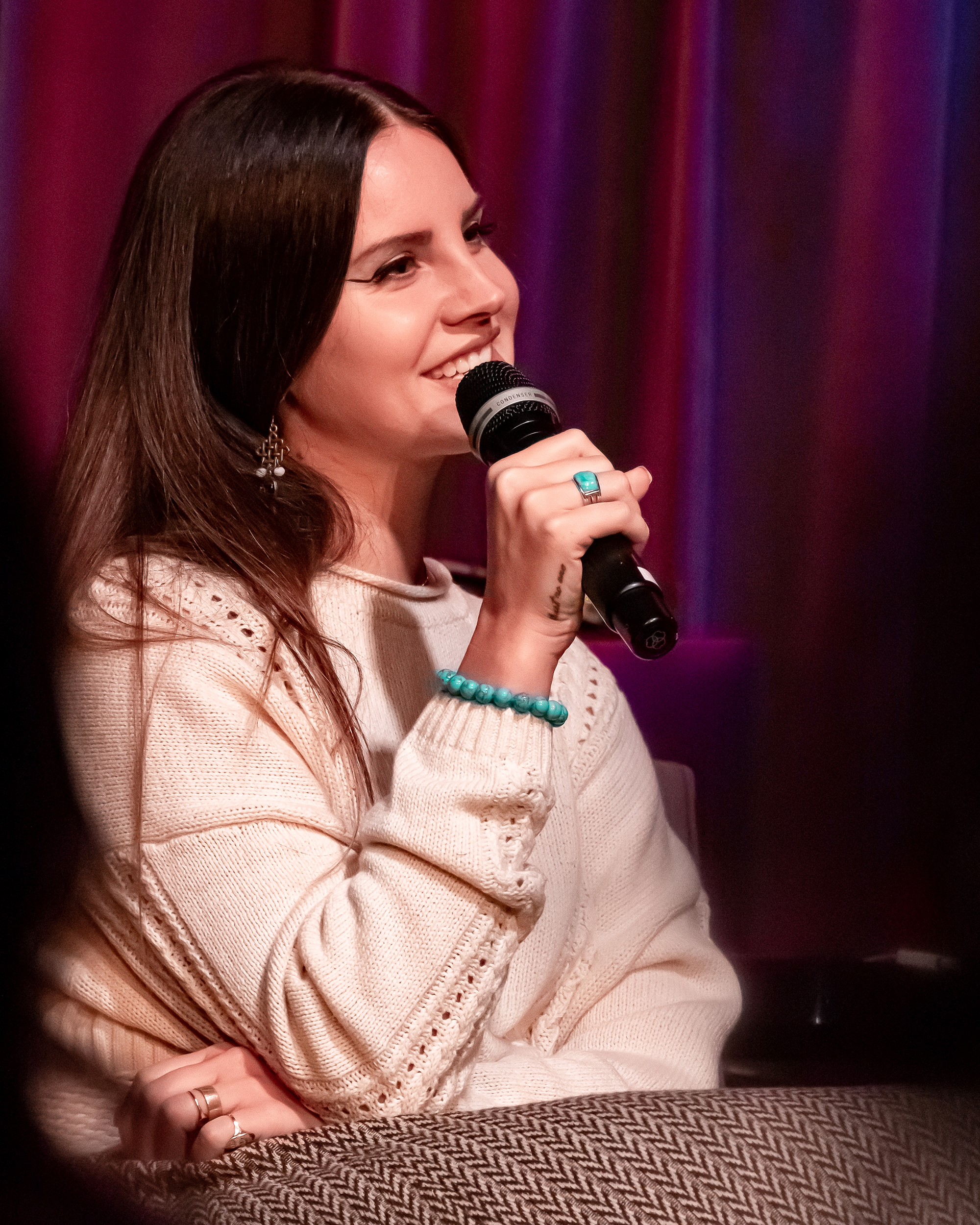
Lana Del Rey es la única artista invitada en Midnights.

El 28 de agosto de 2022 Taylor Swift anunció su décimo álbum de estudio, Midnights, con lanzamiento previsto para el 21 de octubre del mismo año, sin revelar la lista de canciones. Jack Antonoff, un antiguo colaborador de Swift que había trabajado con ella desde su quinto álbum de estudio 1989, fue confirmado como productor de Midnights mediante un video publicado en la cuenta de Instagram de Swift el 16 de septiembre de 2022. Antonoff también había colaborado con Lana Del Rey en dos de sus álbumes de estudio, Norman Fucking Rockwell! y Chemtrails over the Country Club. A partir del 21 de septiembre de 2022, Swift comenzó a revelar la lista de canciones en un orden aleatorio a través de su serie de videos cortos en TikTok, llamada «Midnights Mayhem with Me». En el episodio final del 7 de octubre de 2022, Swift anunció el título de la cuarta canción y la colaboración con Del Rey.

## Contenido lírico y grabación
En un video publicado en su cuenta de Instagram, Swift dijo que «Snow on the Beach» trata sobre el estado de ensueño de «enamorarse de alguien al mismo tiempo que se enamoran de ti» y que comparó la rareza de tal amor al fenómeno natural de nevar en una playa. Swift también dijo eligió trabajar con Del Rey porque es una de sus artistas musicales favoritas.

## Desempeño comercial
«Snow on the Beach» obtuvo más de 15 millones de reproducciones en sus primeras 24 horas en Spotify, registrando el mayor día de apertura para una colaboración femenina en la historia de la plataforma, superando a «Rain on Me» de Lady Gaga y Ariana Grande.

## Certificaciones
| País (Organismo certificador) | Certificaciones | Ventas certificadas | Ref.  |
| ----------------------------- | --------------- | ------------------- | ----- |
| Canadá (Music Canada)         | Platino         | 80 000              | [ 6 ] |